# 三浦清志
三浦 清志（みうら きよし、1979年〈昭和54年〉6月⁇日 - ）は、日本の実業家、元外務官僚。

## 略歴
福岡県宗像市出身。父親は教育学者の三浦清一郎。アメリカ人である母方の祖父はNASCAR（全米自動車競走協会）の発起人の一人。
福岡県立宗像高等学校卒業。
2002年、東京大学教養学部を卒業後、外務省入省。
2003年、濱村瑠麗と結婚。
2004年、大臣官房総務課に配属後、組織改変等を担当し退職。外務省退職後、マッキンゼー・アンド・カンパニーに転職、2007年（平成19年）より同社マネージャー。同社を退職し、ベインキャピタルに転職（2012年～2015年）。
2017年、TRIBAY CAPITAL株式会社設立。現在、同社代表取締役社長。
2020年、太陽光発電事業を巡り京都市内の企業と民事訴訟となった。この裁判で三浦は旧統一教会信者の弁護士を代理人に指定している。この経緯について、妻(当時)の瑠麗は自身の経営する「山猫総合研究所」の公式サイトで声明を発表。該当の弁護士は5年前に取引先の業者の紹介で知り合い、継続的に訴訟を担当していたと公表した上で、今後は別の弁護士に交代すると表明した。その後の刑事事件では、弁護士は「コスプレ弁護士」として著名な渥美陽子に交代した。
2023年1月19日、太陽光発電事業への出資を名目に、およそ10億円をだまし取ったとして刑事告訴された東京都千代田区の投資会社TRIBAY CAPITALの本社と三浦の自宅が東京地検特捜部の家宅捜索を受けた。同社は取引先の代表に兵庫県神崎郡福崎町での太陽光発電所の建設計画を持ちかけ、建設の見込みがないにもかかわらず、出資金およそ10億円をだまし取ったとして、この代表から告訴されていた。東京地検特捜部は、押収した資料を分析し、資金の流れなどを解明していくとしている。同年3月7日、管理などを任されていた会社の預金口座から3回にわたりTRIBAY CAPITALの債務弁済に充てる目的で計4億2千万円を振り込ませたとして、業務上横領容疑で特捜部に逮捕された。同月27日に業務上横領罪で起訴された。
2024年4月26日、瑠麗が自身のXで、清志と離婚した事を発表した。
2025年1月14日、東京地裁（坂田威一郎裁判長）から懲役6年の実刑判決を言い渡された。坂田裁判長は出資を受けた10億円について、同事業にのみ使われる前提だったにもかかわらず、同社の借金返済などに流用されたと認定した。弁護側は即日控訴した。